# Réserve naturelle régionale du marais de Larchant
La réserve naturelle régionale du marais de Larchant (RNR9) est une réserve naturelle régionale située en Île-de-France. Classée en 2008, elle occupe une surface de 124 hectares et protège un marais en bordure du Loing. 

## Localisation

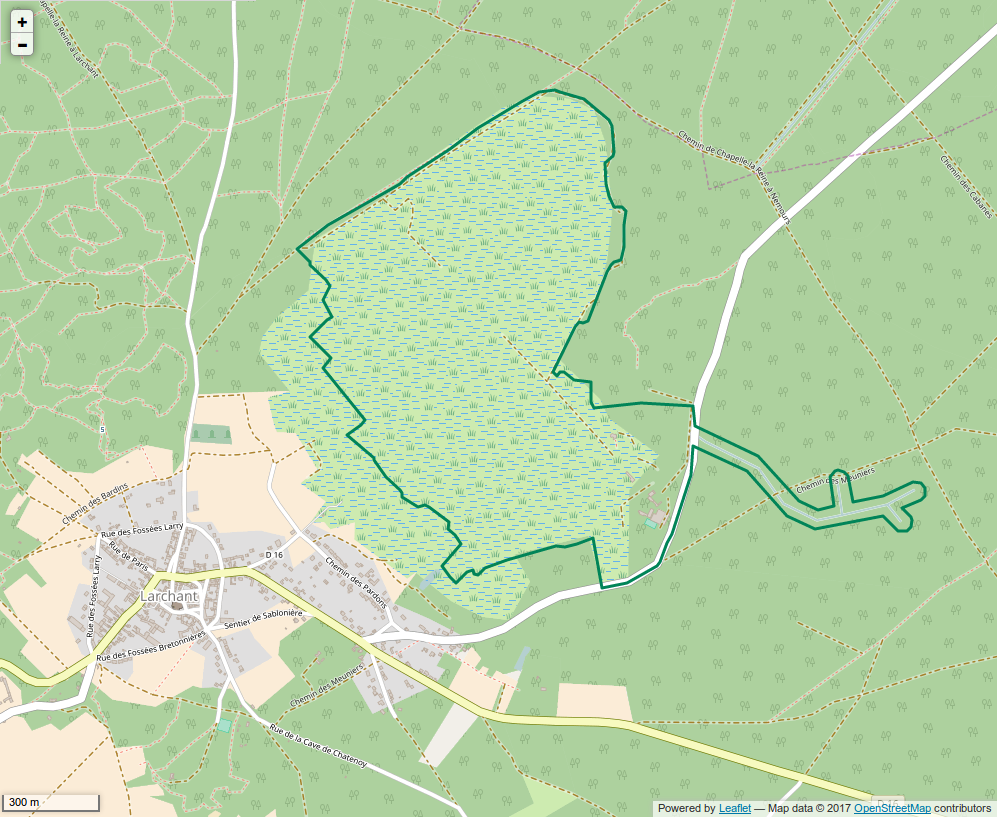
Périmètre de la réserve naturelle.

À environ 60 kilomètres au sud de Paris, le territoire de la réserve naturelle est dans le département de Seine-et-Marne, sur la commune de Larchant en bordure de la forêt de Fontainebleau.

## Histoire du site et de la réserve
Le site a été classé réserve naturelle volontaire en 1988 puis déclassé à la suite de la loi « démocratie de proximité » de 2002. La procédure de reclassement a abouti en 2008.

## Écologie (biodiversité, intérêt écopaysager…)
Le marais se trouve au fond du « golfe » de Larchant, qui est délimité à l'Ouest par une côte escarpée descendant du plateau du Gâtinais, à l'extrémité orientale de la grande plaine de Beauce, et ouvert à l'Est sur la rivière du Loing. Ce marais présente un intérêt biologique exceptionnel, tant du point de vue de la flore que de la faune. La fonctionnalité, les patrimoines écologiques et le paysage atypique de ce lieu constituent un enjeu majeur à l'échelle régionale, abritant une richesse spécifique remarquable. La variation cyclique du niveau de l'eau au marais, résurgence de la nappe de Beauce, provoque sur la longue durée une variation importante des espèces présentes, en diversité et en effectifs. Cette caractéristique originale confère au marais un intérêt scientifique toujours renouvelé.
Le marais abrite notamment une grande diversité d'oiseaux d'eau. 

### Flore
480 espèces ont été inventoriées sur le site. On trouve principalement des formations hygrophiles dont des formations herbacées (mégaphorbiaie, marais calcaire à Cladium mariscus, roselière) et des formations pré-forestières et forestières (sauçaie marécageuse, aulnaie à Thelypteris palustris, peupleraie).

### Faune
L'intérêt du site pour la faune est surtout ornithologique. Il fait partie des zones les plus riches d'Île-de-France. On y a noté dans les années 1980 la reproduction du Butor étoilé, du Blongios nain, du Bihoreau gris et du Busard des roseaux. Aujourd'hui d'autres espèces sont nicheuses ou pourraient l'être prochainement : Héron pourpré (2009), Balbuzard pêcheur, Aigrette garzette….
L'entomofaune est très variée et comprend des espèces patrimoniales. Pour les odonates, citons l'Aeshna isocèles, la Cordulie métallique ou l'Orthetrum à stylets blancs. Les orthoptères comptent le Criquet ensanglanté et le Conocéphale gracieux. Pour les coléoptères, on compte 145 espèces dont Ovalisia dives ou Necydalis major.
Pour les amphibiens, on compte le Crapaud commun, la Grenouille agile, la Grenouille verte, la Grenouille de Lessona, le Triton crêté et le Triton palmé. Les reptiles sont représentés par l'Orvet fragile, le Lézard vert, la Couleuvre à collier, la Vipère aspic et le Lézard des murailles. On décompte 11 espèces de poissons sur le site. Les chauves-souris comptent des espèces remarquables dont le Grand murin et le Murin à oreilles échancrées.

## Intérêt touristique et pédagogique
La pédagogie fait partie des missions de la réserve naturelle et le marais a vocation à accueillir les scolaires et leurs professeurs.

## Administration, plan de gestion, règlement
La réserve naturelle est gérée par l'Association Réserve Naturelle Marais de Larchant (ARNML).

### Outils et statut juridique
La réserve naturelle a été créée par une délibération du 27 novembre 2008.
Le site fait également partie de la Réserve de biosphère de Fontainebleau et du Gâtinais.